# 도요다 야스히로
도요다 야스히로(일본어: 豊田 泰広, 1976년 5월 2일 ~ )는 일본의 전 축구 선수이다.

## 구단 경력
과거 오미야 아르디자에서 활동하였다.